# 上山头棒术
上山头棒术，又称沙门棒术，是一套发源于浙江东南沿海地区的棒術，因后来传播到台州玉环沙门镇上山头村一带而得名。传说上山头棒术是在明嘉靖年间，戚继光和沿海居民为抵御倭寇而发明的。现在上山头棒术被作为非物质文化遗产而保护和传承，也有强身健体的效果。有多支学习上山头棒术的队伍在武術比赛中获奖。

## 历史
上山头棒术的起源有两种说法。一说是古时有三户分别姓卢、陈、蔡的武艺高强的武师，会棒术等武术，后辗转来到浙江沿海一带。当时沿海倭寇猖獗，为使老百姓安全，三人便向当地老百姓传授武术。更广为流传的一种说法是在明朝嘉靖年间，浙江沿海一带常有倭寇侵犯，而百姓手上没有兵器，为抵御外敌，驻守在浙江沿海的戚继光和他的将领们，发明了这套棒术。选用棒做武器，是因为棍棒可以就地取材，比较方便。这套棒术除延续了传统的棍术外，还融合了戚家军的大刀术、枪术，既有长兵器的威猛、刚劲，也有短兵器的灵活。19世纪，有来自温州乐清的武术先师，游历到习武之风甚盛的沙门上山头，传授了这套棒术。经过不断传承和改进，如今的上山头棒术更加简洁、直接、实用而不乏凌厉，除实战外也有利于强身健体。

## 特点
上山头棒术使用的圆棒长度一般高出头顶一拳，以带有韧性之木制成。其套路和结构，以抡、劈、扫、拨、舞花配合各种步法构成，快速、勇猛、刚劲有力。目前流传的棒术单练套路有“梅花三剑棒”“独蛇游四门”“永青梅花棒”“大四门”和“小四门”等，对练套路则有“戳头戳脚”“落地对子”等。

## 传承与荣誉
在上山头村，50岁以上的男性几乎人人都会几招棒术，别村也有爱好者学习。2009年，在台州市第五届武林大会，上山头村的林庆福获得男C组传统器械第一名。2017年8月，在第十二届香港国际武术比赛上，沙门镇中心小学武术队凭借上山头棒术，获得7枚金牌及“集体项目冠军”“最佳运动队”等多项荣誉。
目前，上山头棒术的传承人为卢水灵、卢鸿阳等人。上山头棒术被安排入中小学生的兴趣课程，如沙门镇中心小学于2015年9月成立了棒术社团，由卢水灵教练执教。他受该校校长赵福明之邀，到该校给学生教授棒术。2014年7月，上山头棒术入选台州市第五批非物质文化遗产保护名录。2020年6月5日，玉环市沙门镇岳鑫村股份经济合作社被玉环市文广旅体局公布为“玉环市非物质文化遗产传承基地”，相关项目为上山头棒术。